# گاسپه، کبک
گاسپه (به فرانسوی: Gaspé) شهرکی در منطقه شهری لا کوت-دو-گاسپه ناحیه گاسپزی-ایل-دو-لا-مادلن در استان کبک کانادا است. در سرشماری سال ۲۰۱۱ این شهرک ۱۴٬۷۲۱ نفر جمعیت داشته‌است و مساحت آن ۱٬۴۴۶٫۹۵ کیلومتر مربع است.